# Vườn quốc gia Kakadu
Vườn quốc gia Kakadu là một vườn quốc gia ở Lãnh thổ Bắc Úc, Úc, cách thủ phủ Darwin 171 km về phía Đông Nam. Vườn quốc gia Kakadu nằm bên trong vùng Alligator Rivers. Diện tích là 19.804 km2 (7.646 dặm vuông Anh), kéo dài gần 200 km bắc-nam và 100 km đông-tây. Nó có kích cỡ bằng đất nước Slovenia, khoảng 1/3 kích thước của Tasmania, hay gần 1/2 đất nước Thụy Sĩ. Mỏ urani Ranger, một trong những mỏ urani sản lượng lớn nhất thế giới nằm ở trong vườn quốc gia này.
Vườn quốc gia Kakadu có hệ sinh thái vô cùng rộng lớn và phong phú: hơn 1.600 loài thực vật, 60 loài động vật có vú, 290 loài chim, 120 loài bò sát, 25 loài lưỡng cư và hơn 10.500 loài sâu bọ khác nhau. Kakadu nổi tiếng là nơi có số lượng cá sấu nước mặn lớn nhất thế giới với hàng ngàn con tụ tập ở các đầm lầy và sông suối. Ngoài ra đây còn là nơi cư ngụ của các loài như kangaroo, Wallaby chó Dingo, một số loài gặm nhấm và rắn độc.
Ở Kakadu hiện nay còn khoảng 550 thổ dân sinh sống. Họ vẫn duy trì lối sống cổ xưa cùng những tập tục kì lạ, đặc sắc. Đặc biệt, nơi đây có đến 5000 bức tranh khắc trên đá, vẽ về những cư dân đầu tiên sinh sống trên đất Úc. Tại khu vực núi đá Ubirr và Nourlangie, rất dễ dàng để hình dung được cuộc sống sinh hoạt thường ngày, những cảnh săn bắt thú của thổ dân, những câu chuyện huyền thoại về thời kì tranh chiến dữ dội giữa các dân tộc trên các vách đá sa thạch ở các hang động thời tiền sử.
Những điểm tham quan hấp dẫn khác ở vườn quốc gia Kakadu là Yellow Water và thác Jim Jim.